# Китей
Китей, также Кит или Кидеака — античное городище, находящееся на западном берегу Керченского пролива. Упоминается в сочинениях Псевдо-Скилака (68), Плиния (IV, 86), Клавдия Птолемея (III, 65), Стефана Византийского . Рядом находится древнегреческий портовый город Акра.

## География
Китей находится на высоком обрывистом берегу в 31 км на юго-юго-запад от развалин Пантикапея на горе Митридат, в 5 км юго-юго-восточнее села Заветное (Коп-Такил). Местонахождение городища подтверждается находкой храмового стола — массивной плиты с двумя подставками в виде бюстов кариатид с надписью 234 года н. э., в которой говорится о сооружении общиной Китея храма «богу гремящему». Руины городища занимают 4,5 га.

## Раскопки. Китейская археологическая экспедиция и другие экспедиции

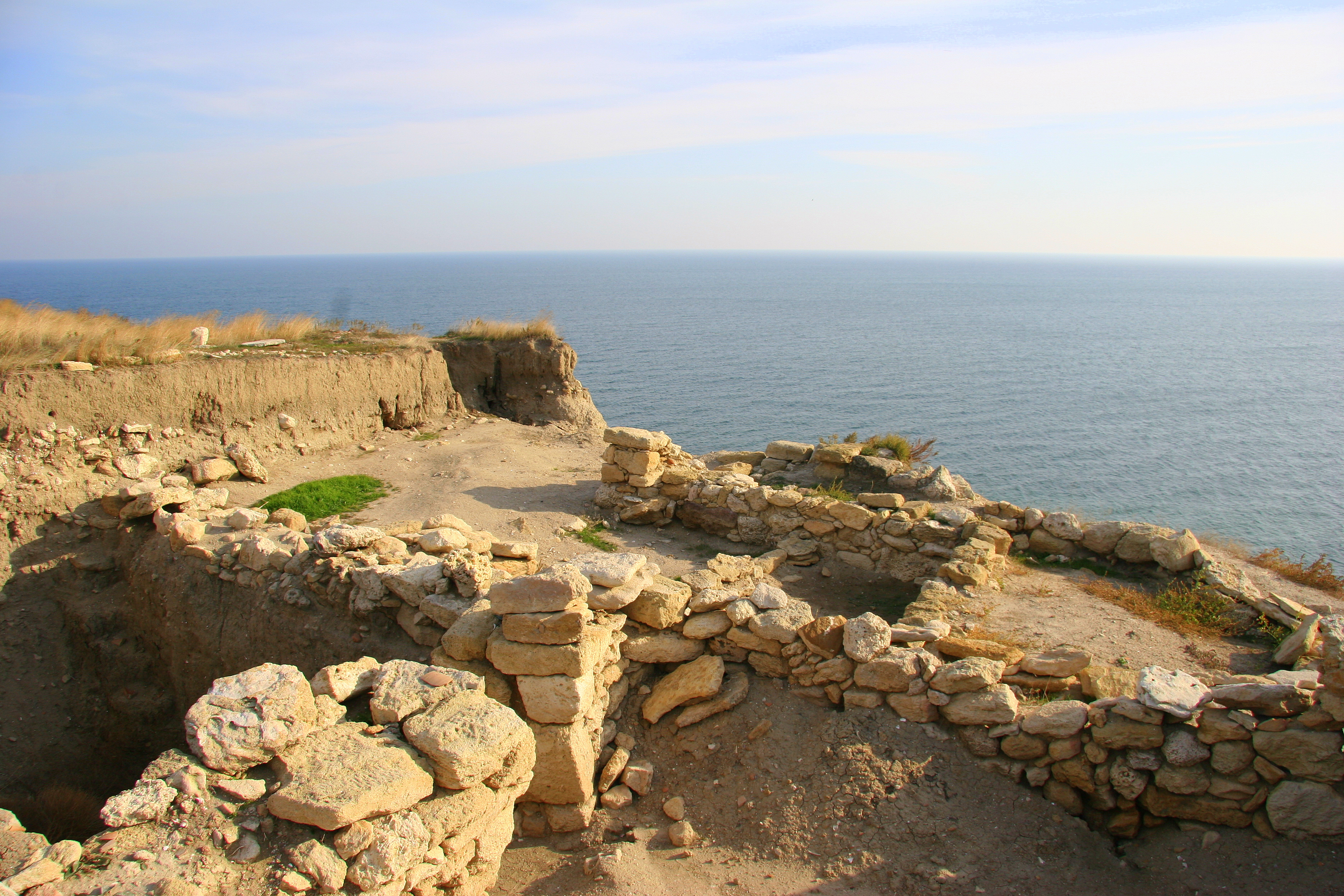
2008 год

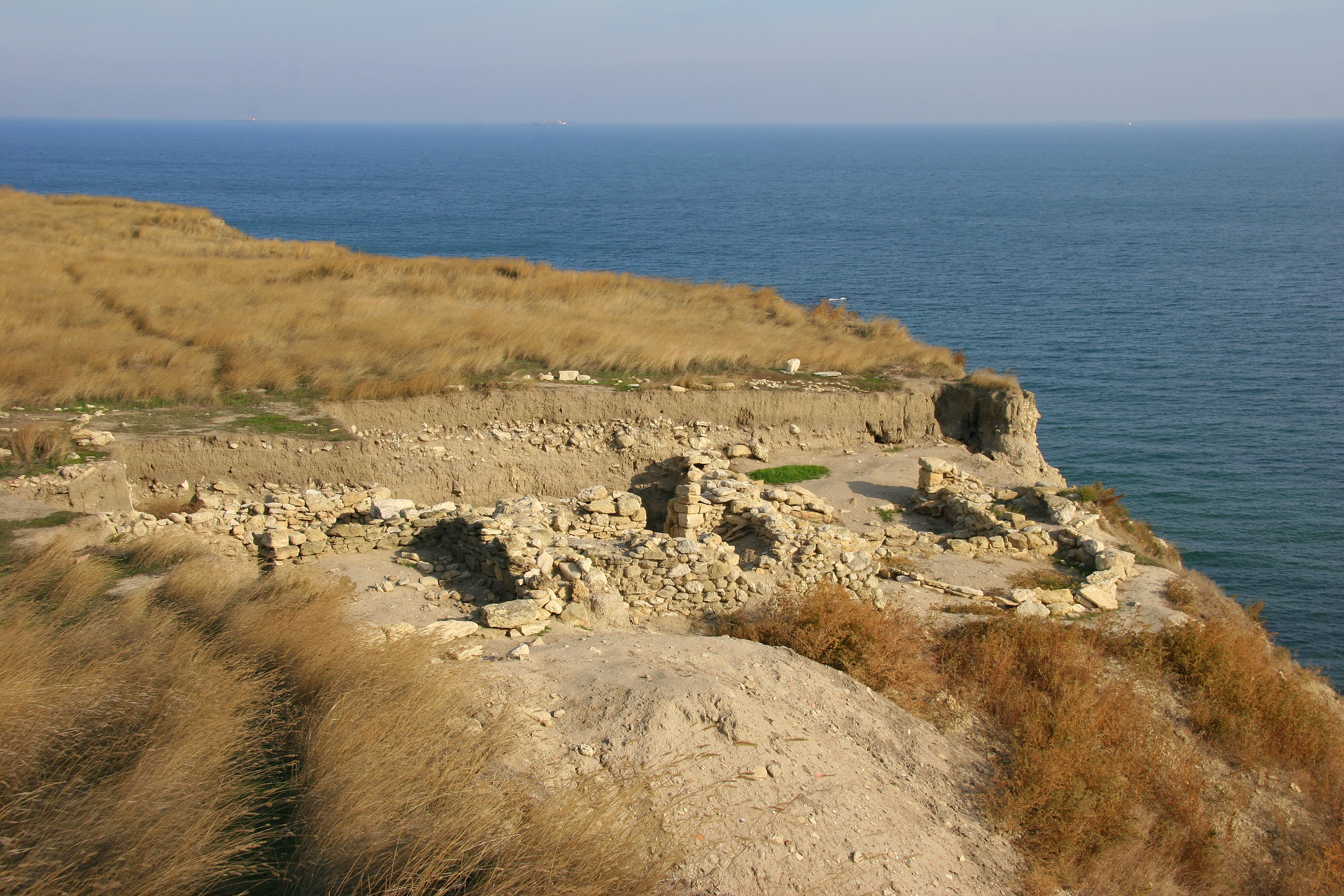
2008 год

Первооткрывателем Китея является Поль Дюбрюкс, француз на русской службе, посетивший заинтересовавшие его развалины в 1820 году. Любитель древностей отождествил обнаруженное им городище с поселением Акрой, и на ближайшие сто лет это название сохранилось за ним на археологических картах. Ошибка выяснилась в 1918 г., когда на берегу моря в расселине скалы рыбаками были найдены мраморные солнечные часы и храмовый каменный стол с надписью. Находка вернула городу его истинное имя — Китей.
В 1927-29 годах под началом директора Керченского музея Ю. Ю. Марти здесь производились небольшие исследования городища и некрополя. В 1957 году руководитель Боспорской экспедиции В. Ф. Гайдукевич направил на восточную оконечность полуострова отряд археологов, которым руководила Н. С. Белова. Тогда впервые была изучена стратиграфия городища до материка и дана их общая датировка. Отдаленность памятника от города Керчь и отсутствие воды не позволили продолжить работы в последующем.
И только в 1970 г. Керченский историко-археологический музей возобновил раскопки античного городища под руководством С. С. Бессоновой, ставшие систематическими. С 1974 года Китейскую экспедицию возглавлял Е. А. Молев, профессор кафедры истории древнего мира и классических языков Нижегородского государственного университета им. Н. И. Лобачевского. В Китейской экспедиции работали первоначально керченские добровольцы и школьники, затем студенты Белгородского педагогического института (с 1979 г.) (ныне НИУ «БелГУ»), студенты Нижегородского государственного университета им. Н. И. Лобачевского (с 1992 года). В 1996—2003 годах в работе экспедиции был перерыв, с 2004 г. работы возобновлены и продолжаются по сей день. Сохраняющаяся отдаленность от населенных пунктов и связанные с этим сложности организации быта экспедиции, её «спартанские» условия — предмет особой гордости её участников. Сезоны 2016—2017 гг. принесли много ярких находок из византийского комплекса V—VI вв. на 4 раскопе, представленных летом 2017 года на выставке в Керченском музее.
Материалы археологических раскопок, в сочетании со скупыми сведениями античных авторов, дали возможность определить примерную дату основания города (вторая половина V века до н. э.), составить представление о различных периодах его истории.

Для позднеантичного периода III—VI вв. город может служить наиболее важным археологическим памятником Европейского Боспора. Значимые результаты были получены также в результате многолетних раскопок некрополя Китея, расположенного к северу и к западу от городища (Санкт-Петербургская экспедиция В. А. Хршановского, с конца 1980-х гг. по настоящее время), а также участка катакомбных погребений у холмов Джурга-Оба (Ю. Ю. Марти в 1920-е гг.; А. Л. Ермолин в 2000-е гг.).

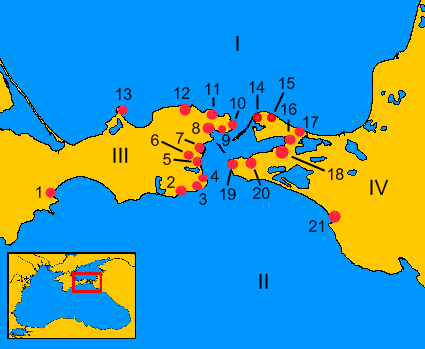
Под цифрой 3 обозначен Китей.

Среди основных памятников города — Северные городские ворота с привратными башнями-протейхизмами (раскоп 3), «зольник» — холм в центре городища с мощными культурными напластованиями (раскоп 2), крепостная стена с башней на западном участке городища (раскоп 1), участок жилых и хозяйственных помещений на восточном участке городища над балкой Казан (раскоп 4). За последние годы открыты два позднеантичных круглых святилища, многочисленные терракотовые статуэтки женских божеств плодородия, монеты и др. Территория городища в значительной мере (по оценкам — до 1/3 древней площади, или даже больше) обрушилась в море вследствие подъёма его уровня с античных времен. Высокий берег здесь подвержен активной абразии и в последние десятилетия достаточно быстро разрушается.
Среди античных жителей Китея наиболее известна знатная супружеская чета — крупный боспорский чиновник Саваг и его жена Фаиспарта. Находки надписей с их именами есть как в окрестностях Китея, так и в их крупном погребальном склепе конца V века на горе Митридат в Пантикапее (Керчи).
На городище в составе Китейской экспедиции работали многие археологи и историки-антиковеды России и Украины — Н. В. Молева, А. А. Масленников, В. Н. Парфенов, Н. Н. Болгов, А. Р. Панов, И. Ю. Ващева, М. В. Третьякова, Е. А. Семичева, К. В. Марков, Н. В. Кузина, С. Н. Прокопенко, М. Л. Рябцева, С. А. Шестаков, А. В. Куликов, О. П. Бабич, П. Г. Столяренко, А. В. Каряка; многочисленные волонтёры, аспиранты и студенты.
С 2016 г. на центральном участке городища (вершина «зольника», раскоп 2) начала работу Китейская археологическая экспедиция Государственного Эрмитажа во главе с А. В. Катцовой (не путать с Китейской археологической экспедицией Е. А. Молева ННГУ-БелГУ ©1970). Основные раскопы 1 и 4, разрабатывавшиеся с 1970-х гг., продолжали также раскапываться Китейской экспедицией ННГУ-БелГУ Е. А. Молева (сезоны 2016 и 2017 гг.).
Весной 2019 г. обе экспедиции достигли согласия об объединении: на городище отныне и далее будет работать экспедиция Эрмитажа с молевским отрядом БелГУ в своем составе. Однако, впервые в истории боспорской археологии, на городище на сезон 2019 г., при наличии действующей экспедиции, был выдан параллельный (альтернативный) открытый лист по инициативе начальника ОПИ ИА РАН А. А. Масленникова, под работы с фактическим руководством Н. В. Кузиной. Это событие расценивается участниками раскопок в Китее как грубая попытка рейдерского захвата части городища и прецедент, который может потенциально произойти на любом памятнике.
В 2020 г. Эрмитаж не направлял экспедиций для полевых исследований в связи с ограничениями из-за пандемии коронавируса.

## История Китея
Китей был основан в V веке до н. э. и существовал вплоть до конца VI века н. э. именно как город, о чём свидетельствует надпись 234 г. н. э. на культовом столе и все известные упоминания в письменных источниках.
На протяжении столетий Китей был вовлечен в важнейшие политические события той эпохи. Крепость отражала набеги пиратствующих племен Кавказского побережья, вставала на пути армий Митридата Евпатора и римских легионов, а впоследствии дала пристанище византийскому гарнизону. Недалеко от Китея, на входе в Керченский пролив, произошла морская битва 275 г., положившая конец пиратским набегам с Боспора на малоазийские провинции Римской империи. Город относительно благополучно пережил все сложные времена Великого переселения народов (IV—VI вв.). Как окончилась история города, не вполне ясно. Вероятно, обезвоживание местности привело к его постепенному запустению не ранее конца VI — начала VII вв.